# 줄리아누 벨레치
줄리아누 아우스 벨레치(포르투갈어: Juliano Haus Belletti, 1976년 6월 20일 ~ )는 흔히 벨레치로 불리는 브라질의 옛 축구 선수로, 이탈리아계 브라질인이다.
그는 라이트 백으로서 2002년 FIFA 월드컵 준결승 터키전에 교체 출장한 바 있다. 바르셀로나 소속으로 뛰고 있던 UEFA 챔피언스리그 2005-06 결승전에서 후반 36분에 나온 2:1 역전골을 만들어내면서 팀의 우승에 크게 기여하였다. 2010년 FIFA 월드컵 이후 첼시와의 계약 만료로 데쿠와 함께 고국팀 플루미넨시에 자유 계약 형식으로 입단하였다.
1. ↑  https://www.premierleague.com/players/3361/Juliano-Belletti/overview